# Josep Lluís Milà Sagnier
Josep Lluís Milà Sagnier   (Barcelona, 1 de maig de 1918 - Esplugues de Llobregat, 29 de febrer de 2012) II comte de Montseny, va ser un advocat català.

## Biografia
Germà de Maria del Carme (religiosa), Maria Assumpció, Leopold (dissenyador industrial), Alfons (arquitecte), Montserrat, Lluís Maria, Miquel (promotor del disseny) i Rafael Milà i Sagnier, família de l'aristocràcia barcelonina.
Es va casar el 1949 amb Mercedes Mencos i Bosch (1926-2019), filla del III marquès de l'Empara, Manuel Mencos i Ezpeleta, i de la seva esposa Mercedes Bosch Va ser pilot d'aviació i amant de l'esport en general (va ser campió d'Espanya de motos a 1948). Advocat de professió durant gran part de la seva vida, en 1980 va sol·licitar la rehabilitació del títol de comte de Montseny, que el rei Alfons XIII havia concedit al seu pare el 1926 pel seu foment de la indústria catalana com a president de la Diputació Provincial de Barcelona.
Va ser pare de sis fills: Mercedes (1951), Clementina (1953), Reyes (1954), José María (1956), Lorenzo (1960) i Inés (1962).
Va ser condecorat amb la Gran Creu de l'Orde d'Isabel la Catòlica el 6 de setembre de 2002. També va ser membre del consell privat de Joan de Borbó i Battenberg. Milà descansa al Panteó Familiar de la família Milà en el Cementiri d'Esplugues de Llobregat.

## Fons documental
El seu fons documental es troba conservat a l'Arxiu Nacional de Catalunya des de 2005. El seu fill, el donador del fons, fou un destacat dirigent monàrquic i partidari de Don Joan de Borbó durant la dictadura. El fons aplega documents de caràcter patrimonial i professional, correspondència i dossiers de les activitats polítiques dels diferents membres de la família. A més, s'hi troben la documentació patrimonial i empresarial de diverses famílies de la burgesia barcelonina que entroncaren amb els Milà, com els Pi, els Pujol i els Massana.